# Фрајхунг
Фрајхунг (њем. Freihung) град је у њемачкој савезној држави Баварска. Једно је од 27 општинских средишта округа Амберг-Зулцбах. Према процјени из 2010. у граду је живјело 2.567 становника. Посједује регионалну шифру (AGS) 9371121.

## Географски и демографски подаци
Фрајхунг се налази у савезној држави Баварска у округу Амберг-Зулцбах. Град се налази на надморској висини од 418–438 метара. Површина општине износи 46,4 km². У самом граду је, према процјени из 2010. године, живјело 2.567 становника. Просјечна густина становништва износи 55 становника/km².